# Yacht Club Austria
Der Yacht Club Austria (YCA) ist der größte österreichische Verein für Segler und Motorbootfahrer.
Er ist Mitglied im Österreichischen Hochseeverband und im Motorboot Sportverband Österreichs (MSVÖ) und unterstützen damit den österreichischen Spitzensport, die Nachwuchsförderung und das Ausbildungswesen von Skippern. Der Yacht Club Austria ist assoziiertes Mitglied beim DHH (Deutscher Hochseesportverband „Hansa“), dem CCS (Schweizer Cruising Club) und seit August 2014 dem Royal Solent Yacht Club und damit Teil einer Gemeinschaft von über 25.000 Wassersportlern.

## Geschichte
Claus Krieger gründete 1972 nach jahrelanger Vorbereitungszeit den YCA, einen österreichischen Club mit der Küstenfahrtausbildung nach deutschem Muster. Von Beginn an galt die Ausbildung als vorrangiger Zweck.
Österreichische Yachteigner waren zu dieser Zeit dünn gesät. Wer keine eigene Yacht besaß, versuchte, auf einer seegehenden Yacht Crewmitglied zu werden. Es lag im Interesse der Eigner, gute Crewmitglieder zu bekommen und andererseits waren viele daran interessiert, sich durch hervorragendes Know-how in Schiffsführung und Navigation auf See interessant zu machen. Unter diesen Voraussetzungen gestaltete man im neu gegründeten YCA das Ausbildungswesen.
Heute ist der Yacht Club Austria der größte österreichische Verein für Segler und Motorbootfahrer. Er sieht sich als Informations- und Servicenetzwerk, dessen österreichische sowie assoziierte Mitglieder des Crusing Club der Schweiz (CSS) und des Deutschen Hochseesportverbandes „HANSA“ (DHH) eine Community von mehr als 25.000 Segel- und Bootsbegeisterten bilden.

## Aktivitäten
- Der YCA veranstaltet den Austria-Cup, die AASW (Alpe-Adria-Sailing-Week), den Gebirgssegler-Cup und nimmt erfolgreich an Regatten teil.
- Der YCA unterstützt bei Schiffsregistrierungen, Seebriefen, Vermessungen etc.
- Der YCA ist offizielles Trainingscenter der Royal Yachting Association (RYA) und veranstaltet die Ausbildung zum RYA/MCA Yachtmaster of Competence Offshore
- Der YCA unterhält Stützpunkte in der Adria und in der Ägäis und hat Partnerschaften in den Revieren weltweit.
- Der YCA berät in allen Angelegenheiten rund um die Themen des Segel- und Motorsports und stellt die Kontakte zu den Spezialisten und Profis her.

Für Aus- und Weiterbildung stehen im YCA Spezialisten bereit. Seekarten, Hafenhandbücher usw. werden an die Mitglieder verliehen.
Der YCA ist föderativ aufgebaut: in den einzelnen Bundesländern bestehen „Landesvereine“: die Crews. Die Aktivitäten der Crews für ihre Mitglieder sind eigenständig.

## Die YCA-Regatten

### Gebirgssegler Cup
Die YCA Crew Steiermark zeichnet sich durch ungewöhnliche Aktivitäten aus. Der alljährlich in Kroatien stattfindende „Gebirgssegler Cup“ erfreut sich großer Beliebtheit, vor allem deshalb, weil die Lebensfreude und Unterhaltung bei dieser Regatta nicht zu kurz kommt.

### Alpe Adria Sailing Week
Eine der größten Veranstaltung des Yacht Club Austria entwickelt sich immer mehr zu Hauptereignis der Regattaszene an der oberen Adria. Die YCA-Crew Kärnten des YCA organisiert mehrere Wettfahrten in unterschiedlichen Klassen.

### Izola Open Cup
Der Prolog in der offenen Klasse, mit einer großen Beteiligung unserer slowenischen und italienischen Regattafreunden.

### Austria Cup
Diese ganz besondere Trophäe für Hochseesegler, eine Stiftung des mehrfachen Olympiateilnehmers, Weltmeister in der Drachenklasse 1977, Swanweltmeisterschaft 1980 und YCA-Urgesteins Franz „Moni“ Eisl, wird traditionell in der Einheitsklasse mit Spinnaker ausgesegelt.

### Alpe Adria Cup
Diese Klasse für Fahrtensegler mit Spinnaker ist der Bewerb mit der höchsten Teilnehmerzahl und wurde speziell für sportliche Skipper geschaffen, die sich ihr Schiff gerne selber aussuchen.

### Alpe Adria Racing Cup
Die Rennklasse für besonders ehrgeizige Regattacrews auf richtigen Racerschiffen.

### Kärntner Cruising Trophy
Kärntner Bewerb für Fahrtensegler mit Spinnaker, wird auch gerne als inoffizielle Kärntner Hochseeseglermeisterschaft angesehen. Neben dem auf sportlich hohem Niveau ausgetragenen Wettfahrten gilt auch das dazugehörige Rahmenprogramm – vom Kärntner Schmankerlabend über das italienische Buffet bis zum Galadinner mit den Siegerehrungen – als ein in der Segelwelt einmaliges Erlebnis und gibt Zeugnis von der Freundschaft unter den begeisterten Hochseeseglern.